# Odin Stone

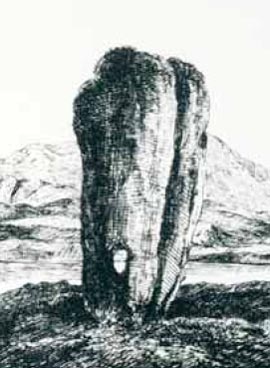
Skizze des Odin-Stone aus dem frühen 19. Jahrhundert von Elizabeth, Marquise von Stafford. Die Größenverhältnisse sind wahrscheinlich verzerrt

Der Odin-Stone ist ein Monolith, der wahrscheinlich im 3. Jahrtausend v. Chr. auf der Orkneyinsel Mainland in Schottland aufgestellt wurde.

## Beschreibung
Im Jahr 1988 fanden die Archäologen etwa 140 m nördlich der Stones of Stenness die Steinfassung des Odin-Stone.
Der Menhir (englisch Standing Stone) hatte eine geschätzte Höhe von 2,5 und eine Breite von einem Meter.
Der Stein ist bekannt, da er ein kreisförmiges Loch hatte. Er gehörte wohl als Ausreißer (englisch outlier) zu den Stones of Stenness.

## Mittelalterliche Überlieferung
Mann und Frau, welche sich durch das Loch in der Mitte des Steins die Hand gereicht hatten und den Odin Oath schworen, galten auch vor dem Gesetz (nach dem alten Gesetz) für ein Jahr und einen Tag als Eheleute. Gesichert ist die Überlieferung durch eine Prozessberichterstattung von Daniel Defoe zum Prozess The Crown gegen John Gow. Hier wurde das Zeugnisverweigerungsrecht der auf ebendiese Weise angetrauten Frau des auf Orkney verhafteten Piraten bestätigt.

## Der Odin Eid
Der „Odin Oath“, der auf den Orkney belegt ist, stellt das offenbar von den Nordmännern und deren Nachfolgern übernommene Equivalent zur Teltown Marriage (Hochzeit) dar. Der Odin Stone war als Ort der Vereinbarung von verbindlichen Ehen bekannt. Die Orkadier trafen sich an dem Stein, um durch die Ergreifung der Hände durch das Loch im Stein und durch das Sprechen des „Odin Oath“ ein Gelübde abzulegen. Der Eid war ein unzerbrechlicher Pakt, dessen Wortlaut leider verloren ist. Aus einem Papier aus dem Jahre 1774 erfahren wir: „Diese Zeremonie war so heilig, dass die Person, die es wagte das Engagement zu brechen aus der Gesellschaft ausgeschlossen wurde“.
Ein 1781 aufgezeichneter Fall berichtet von einem jungen Mann, der das schwangere Mädchen verlassen hatte. Er wurde vor Gericht gefragt: „You do not know what a bad man this is; he has broke the promise of Odin“. Eine Erwähnung des Odin-Eides findet sich auch in der alten Ballade The Play o’ de Lathie Odivere:
- „An swore bae him dat hang on tree' to marry her“
- „He bragged near and far he won his wife bae Odin's Aith“

Der Verweis auf das „Hängen am Baum“ bezieht sich auf die nordische Mythologie. Der Gott Odin hing neun Nächte im Weltenbaum Yggdrasil.

## Zerstörung
Der Einwanderer und Bauer Captain W. Mackay zerstörte im Dezember 1814 den Stein. Seine Felder, auf denen unter anderem der Odin-Stone stand, wurde von Einheimischen immer wieder zertrampelt. Die Steine spielten zur damaligen Zeit noch eine Rolle in der Alltagskultur der Einheimischen.
Die Steinfragmente des Odin-Stone wurden von Mackay angeblich zum Bau seines Kuhstalls benutzt, dafür gibt es aber keine gesicherte Quelle.
Allein der Verbleib des Teils mit dem Loch ist gesichert. Er wurde als Gelenkstück für eine Pferde-Mühle gebraucht. In den 40er Jahren zerstörte jedoch bei Abrissarbeiten der Besitzer der Pferdemühle auch diesen Stein.

### Trivia
- Die Einheimischen versuchten nach der Zerstörung mehrfach, Mackays Hof niederzubrennen.

- Laut Touristeninformationen hat der Vater des Besitzers der alten Pferdemühle verärgert mit dem Satz

“You had no damned business to break that stone: that was the Stone o’ Odin that came from Barnhouse!” reagiert.
Übersetzt: „Du hattest keinen verdammten Grund diesen Stein zu zerstören: Das war der Odin-Stone, welcher von Barnhouse kam.“